# Hermann Josef Esser
Hermann Josef (Ordensname: Thomas) Esser OP (* 7. April 1850 in Aachen; † 13. März 1926 in Rom) war ein deutscher Ordenspriester.

## Leben
Der Sohn von Peter, Farbmühlenfachmann in Aachen und Burtscheid, und Margaretha Mönch studierte von 1868 bis 1873 Theologie an den Universitäten Bonn und Würzburg sowie am Priesterseminar in Köln. Nach der Priesterweihe war er Kaplan in Euskirchen, wobei er in Folge des Kulturkampfs in Gefängnishaft kam und ausgewiesen wurde. Er ging nach Rom und erhielt 1875 den theologischen Doktorgrad am Collegio S. Tommaso. 1878 wurde er Dominikaner in Graz. Er lehrte zunächst im Orden Kirchenrecht, 1887–1891 im Maynooth College (Irland), 1891–1894 zu Freiburg (Schweiz) und dann am Angelicum. Seit 1900 war er Sekretär der Indexkongregation.
Esser war ein Vertreter des Neuthomismus und dabei stark beeinflusst von Konstantin von Schaezler. Zugleich besaß er eine gewisse Offenheit für historisch-kritisches Arbeiten im Bereich der Bibelwissenschaft. Im innerkatholischen Gewerkschaftsstreit galt er als „der Mentor“ der Berliner Richtung im Vatikan. Die Augsburger Postzeitung machte 1913 deutlich, dass man sich über eine Aufnahme Essers ins Kollegium der Kardinäle nicht freuen würde: „Sicherlich würden sein priesterlicher Eifer und seine hohe Gelehrsamkeit ihn hervorragend befähigen, in jenes eminente Kollegium aufgenommen zu werden; ob jedoch seine Unparteilichkeit, an der man angesichts“ seiner Einmischung in den Gewerkschaftsstreit zugunsten der Berliner Richtung „zu zweifeln Grund hat, ihn als Kandidaten erscheinen ließen, über den Deutschlands Katholiken, mit Ausnahme der handvoll Integralen, sich rückhaltlos freuen und beglückwünschen könnten, ob nicht vielmehr eine gesteigerte Beunruhigung eintreten würde, mag dahingestellt bleiben.“  1917 wurde Esser nach Aufhebung der Indexkongregation durch Benedikt XV. zum Titularbischof von Sinis ernannt und in Rom durch Andreas Franz Frühwirth zum Bischof geweiht. Als Exerzitienmeister, Seelenführer und Prediger, besonders in der deutschen Nationalkirche Santa Maria dell’Anima, sowie als apostolischer Visitator war er tätig.

## Schriften (Auswahl)
- Konstantin von Schaezler: Introductio in S. Theologiam dogmaticam ad mentem S. Thomae Aquinatis. Postum hrsg. von Thomas Esser, Regensburg 1882.
- Unserer Lieben Frauen Rosenkranz. Paderborn 1889, OCLC 52805451.
- Monita et preces. Paderborn 1890, OCLC 222882454.
- Die Lehre des hl. Thomas von Aquino über die Möglichkeit einer anfangslosen Schöpfung. Münster 1895, OCLC 689226179.
- Das deutsche Pilgerhaus S. Maria dell’Anima in Rom. Andenken an die Jubelfeier seines fünfhundertjährigen Bestandes. Rom 1399–1899. Rom 1900.